# Тринитротолуол
Тринитротолуо́л (2,4,6-тринитротолуол, 2,4,6-тринитрометилбензол, тротил, тол, TNT) — одно из наиболее распространённых бризантных взрывчатых веществ. Представляет собой желтоватое кристаллическое вещество с температурой плавления 80,85  °C (плавится в очень горячей воде).

## Физические свойства
Тринитротолуол имеет невысокую чувствительность к удару (4—8 % взрывов при падении груза 10 кг с высоты 25 см). Тротил не взрывается, если его уронить или даже прострелить из винтовки. Для взрыва требуется сильная ударная волна (детонация).
Срок хранения около 25 лет, после чего тротил становится более чувствительным к детонации.

## История
Тринитротолуол был получен в 1863 году немецким химиком Юлиусом Вильбрандом. В 1891 году в Германии началось промышленное производство тротила. С 1902 года в германской и американской армиях начали использовать боеприпасы, снаряжённые тротилом вместо пикриновой кислоты. В России промышленное производство тротила началось в 1909 году на Охтинском заводе по немецкой технологии.
Тротил стал основным взрывчатым веществом для снаряжения боеприпасов благодаря удачному сочетанию достаточной мощности с низкой чувствительностью, возможностью переработки литьём. Его массовое производство стало возможным в результате развития нефтехимической промышленности.

## Получение и производство
Первый этап: нитрование толуола смесью азотной и серной кислот до моно- и динитротолуолов. Серная кислота используется как водоотнимающий агент.
{\displaystyle {\ce {2C6H5CH3->[{\ce {HNO3,\ H2SO4}}]C6H4CH3(NO2){}+C6H3CH3(NO2)2}}}
Второй этап: смесь моно- и динитротолуола нитруют в смеси азотной кислоты и олеума.
{\displaystyle {\ce {C6H4CH3(NO2){}+C6H3CH3(NO2)2->[{\ce {HNO3,\ H2SO4}}]C6H2CH3(NO2)3}}}
Излишек кислоты от второго этапа можно использовать для первого.
Олеум используется как водоотнимающий агент.

## Применение
Применяется в промышленности и военном деле как самостоятельно в гранулированном (гранулотол), прессованном или литом виде, так и в составе многих взрывчатых смесей (алюмотол, аммотол и другие). Применяется также в хозяйстве — при строительно-демонтажных и других работах.
Тротил менее чувствителен к трению и нагреванию, чем многие другие взрывчатые вещества, например динамит, и загорается только при температуре 290 °C, поэтому может быть относительно безопасно нагрет до температуры плавления. Этим тротил удобен в производстве боеприпасов, такое свойство позволяет легко придать ему нужную форму при помощи литья. Литой или прессованный тротил можно поджечь. Он горит без взрыва желтоватым пламенем. Для взрыва обычно необходимо использование детонатора, однако порошкообразный тротил с примесями может иметь повышенную чувствительность к внешним воздействиям, в том числе и к пламени.
Несмотря на широкую распространённость тринитротолуола, в настоящее время[когда?] его стараются заменить на более экономичные и более безопасные малочувствительные взрывчатые вещества. Например, Вооружённые силы США, начиная с 2010 года, заменяют тротил в крупнокалиберных снарядах на вещество IMX-101.
Обладает свойствами антимикотика, ранее применялся в медицине в составе противогрибковых препаратов «Ликватол» и «Унгветол».